# Kriegsgefangenendenkmal (Bremen)

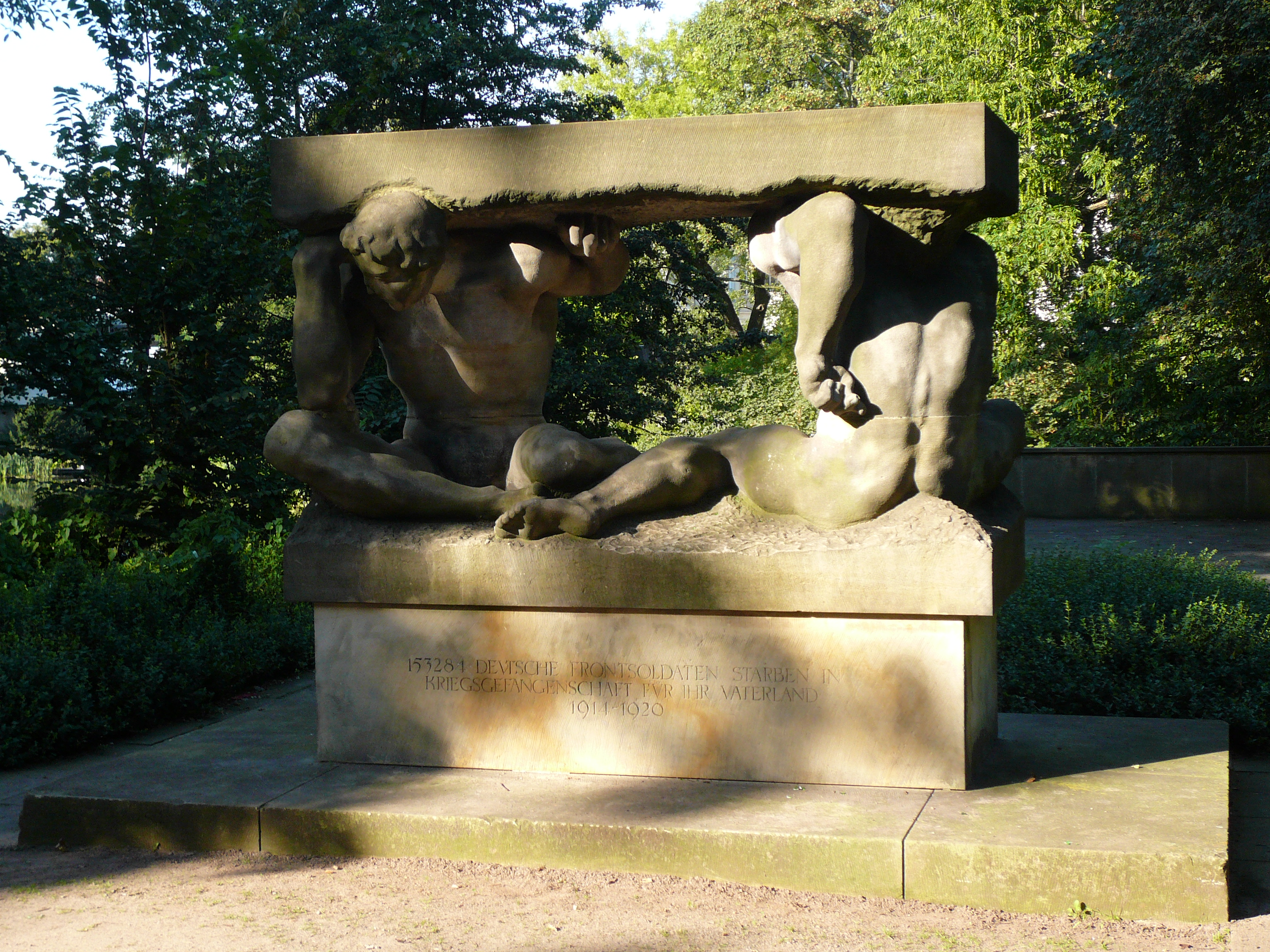
Kriegsgefangenendenkmal (Bremen)

Das Kriegsgefangenendenkmal von Herbert Kubica in den Bremer Wallanlagen wurde im Jahr 1934 den in Gefangenschaft gestorbenen Soldaten des Ersten Weltkrieges gewidmet. Seit 1951 erinnert eine Erweiterung der Inschrift auch an die Kriegsgefangenen des Zweiten Weltkrieges.

## Geschichte
Unmittelbar nach 1933, dem Jahr der Machtübertragung an die Nationalsozialisten, entstanden in Bremen mehrere Gefallenen-Ehrenmäler, unter anderen das Ehrenmal für die im Ersten Weltkrieg gefallenen Bremer und das für die im Kampf um Bremen gefallenen Freikorpskämpfer. Auch die Ortsgruppe Bremen der Reichsvereinigung ehem. Kriegsgefangener e. V. im Deutschen Kriegskriegerbund Kyffhäuser hatte einen Wettbewerb für ein Denkmal zur Erinnerung an die in Gefangenschaft gestorbenen Soldaten des Ersten Weltkrieges ausgeschrieben, der mit einem von dem Bremer Bildhauer Herbert Kubica und dem Architekten Rudolf Richter eingereichten Entwurf gewonnen wurde. Am 14. Oktober 1934 wurde das am Fuß der Altmannhöhe (zwischen Kunsthalle und Weser) errichtete Monument eingeweiht und in staatliche Obhut genommen. Am 4. November 1951 ergänzte man es durch eine Inschrift, die an die deutschen Kriegsgefangenen (etwa 10.000 Gefangene befanden sich noch bis 1955 in sowjetischen Lagern) erinnerte.
Das Denkmal ist Teil des seit 1973 unter Denkmalschutz stehenden Ensembles „Wallanlagen“.

## Die Skulptur
Zwischen zwei mächtigen, horizontalen Steinplatten sind zwei nackte, kauernde, aus zwei Blöcken gemeißelte überlebensgroße Jünglinge eingezwängt und verbildlichen so auf eine sehr direkte und eindrucksvolle Weise die Bedrückung und das Gewalterlebnis der Gefangenschaft.
Formal und inhaltlich erinnern die Haltungsmotive und die partielle Unvollendetheit an den „Sklaven“ aus dem Juliusgrabmal von Michelangelo, der seinerseits vom Laokoon angeregt worden war – beide Werke ebenfalls Bilder verzweifelten Aufbegehrens.

### Inschriften
Vorderseite: „153284 Deutsche Frontsoldaten starben in der Kriegsgefangenschaft für ihr Vaterland 1914–1920“ – „Weltkrieg 1939–1945. Dem Andenken an das schwere Los unserer Kriegsgefangenen in aller Welt“.
Rückseite: „Ein Kampf härter und bitterer als jeder andere ist die Gefangenschaft gewesen. Elsa Brändström“

## Nachweise
1. ↑  Denkmalliste Stadt Bremen, S. 18f (Memento vom 23. November 2015 im Internet Archive) (PDF). Abgerufen am 13. Oktober 2015.
2. ↑  Mielsch, S. 42

Koordinaten: 53° 4′ 16,1″ N, 8° 48′ 50,1″ O